# علی قنبری
علی قنبری عدیوی (زاده ۲۹ بهمن ۱۳۳۳ کوهرنگ ،  چهارمحال وبختیاری) سیاست‌مدار و اقتصاددان ایرانی است، که در دوره پنجم مجلس شورای اسلامی و دوره ششم مجلس شورای اسلامی به‌عنوان نماینده حوزهٔ انتخابیهٔ اردل،فارسان، كوهرنگ و كيار از چهارمحال و بختیاری در مجلس شورای اسلامی حضور داشت.او سابقه استانداری کهکیلویه و بویر احمد از سال ۱۳۶۱ تا ۱۳۶۵ و عضویت در هیئت علمی دانشگاه تربیت مدرس را نیز در کارنامه خود دارد.